# Teoria coardelor

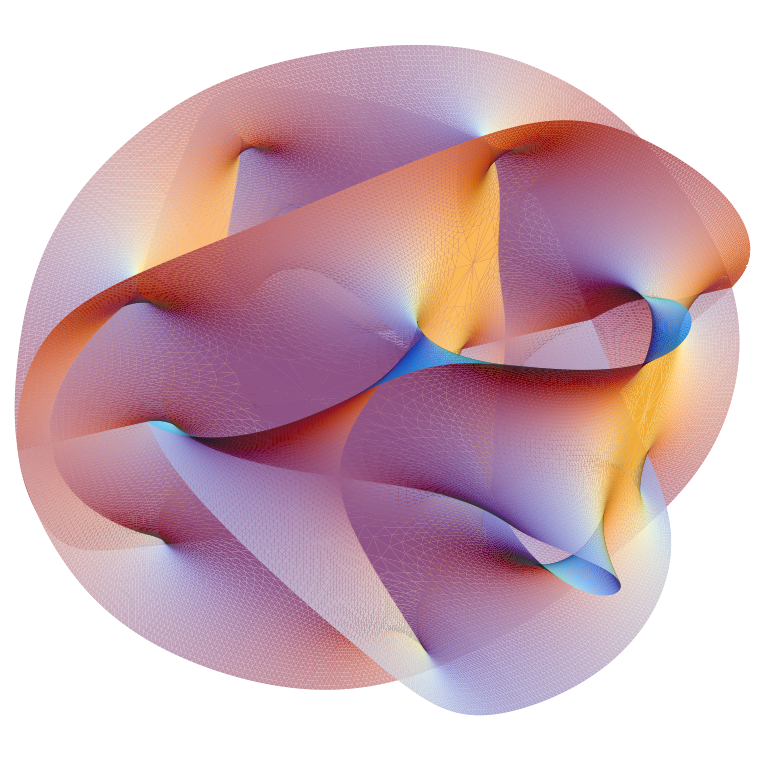
Spațiul Calabi-Yau - O reprezentare grafică ipotetică a aranjării extradimensiunilor

În fizică, teoria corzilor este un cadru teoretic care înlocuiește particulele punctiforme din fizica particulelor cu obiecte unidimensionale numite corzi. Aceste corzi pot vibra în moduri diverse, iar proprietățile particulelor, cum ar fi masa, sarcina sau spinii, sunt determinate de stările vibraționale ale corzilor. În plus, teoria sugerează existența unor dimensiuni spațiale suplimentare, pe lângă cele trei cunoscute, care sunt compacte și dificil de detectat experimental. La scări de distanță mai mari decât scara corzilor, o coardă arată ca o particulă obișnuită. Una dintre stările vibraționale ale corzilor corespunde gravitonului, particula cuantică ipotetică responsabilă pentru transportul forței gravitaționale. Din acest motiv, teoria corzilor este considerată o teorie a gravitației cuantice, care urmărește să unifice mecanica cuantică și teoria relativității generale, două cadre teoretice ce descriu fenomenele fizice în mod incompatibil.
Teoria corzilor este un domeniu de cercetare vast și complex, care încearcă să răspundă unor întrebări fundamentale din fizică, precum natura gravitației, originea particulelor elementare și structura spațiu-timpului. De-a lungul timpului, teoria corzilor a generat numeroase progrese în fizica matematică, cu aplicații în probleme precum entropia găurilor negre, evoluția universului timpuriu, interacțiile nucleare și proprietățile materiei condensate. Totodată, teoria a stimulat dezvoltări semnificative în matematica pură, mai ales în domenii precum geometria diferențială, topologia și teoria spațiilor complexe.
Un aspect remarcabil al teoriei corzilor este potențialul său de a oferi o teorie unificată a totului – un model matematic complet care descrie toate forțele fundamentale (gravitația, electromagnetismul, interacțiunile tari și slabe) și toate formele de materie. Cu toate acestea, teoria rămâne în principal o construcție teoretică, neconfirmată experimental, iar validitatea sa în descrierea lumii reale rămâne o problemă deschisă. De asemenea, gradul de libertate în alegerea parametrilor și detaliilor teoriei ridică întrebări legate de unicitatea și predictibilitatea sa.
Cu fiecare concluzie fizicienii s-au apropiat tot mai mult de momentul creării "teoriei tuturor lucrurilor", teorie care încearcă să explice existența întregului univers, în mic și mare. Albert Einstein a lăsat această căutare succesorilor săi, ea fiind de fapt miezul cercetărilor tuturor fizicienilor. Anii 1980 aduc o schimbare radicală, așa cum afirmă Burt Ovrut, profesor la Universitatea Statului Pennsylvania din University Park, Pennsylvania, USA: „Încă de când a luat naștere fizica s-a crezut că materia este făcută din particule. Acum ne-am schimbat acest punct de vedere. Acum credem că materia este făcută din coarde mici.” Așa a apărut teoria coardelor, care spune că particulele sunt de fapt coarde mici invizibile, din care emană materia precum muzica din coarde: „Dacă o ciupești (coarda) într-un anumit fel, obții o frecvență anume, dar dacă o ciupești în alt fel, poți obține mai multe frecvențe, așa ai note diferite.”(Burt Ovrut). Michio Kaku, profesor la City University din orașul New York, spune că „universul este o simfonie, iar legile fizicii sunt armonii ale unei super-coarde.”
- Până în prezent sunt cunoscute cinci modele viabile care nu au anomalii și care sunt compatibile cu un spațiu fizic cu zece dimensiuni, una temporală și nouă spațiale. Se crede că aceste cinci teorii nu reprezintă altceva decât diverse manifestări ale Teoriei M (M-theory).
- În teoria coardelor particulele elementare sunt alcătuite din coarde sau sfori aflate sub excitație. Coardele trebuie să fie întinse sub tensiune, pentru a deveni excitate, dar aceste coarde nu sunt prinse de un suport, ele plutesc în continuum-ul spațiu-timp. Tensiunea coardelor este dată de cantitatea {\displaystyle 1/(2\pi \alpha ')}, unde {\displaystyle \alpha '} este egal cu pătratul lungimii coardelor. Dacă teoria coardelor este o teorie a gravitației cuantice, atunci mărimea medie a unei coarde trebuie să fie aproximativă cu lungimea Planck, care este egală cu aproximativ 10−33 cm.
- Coardele pot fi închise (sunt ca o bucată de sfoară sub formă de cerc) sau deschise (ca o bucată de sfoară), cele deschise se pot închide și ele devenind închise. Aceste coarde interacționează unele cu altele în spațiu și timp rezultând particule elementare. Diferitele forme de interacțiune dintre coarde dau proprietățile fizice ale particulei.
- Pentru introducerea fermionilor in această teorie trebuie să existe o simetrie specială numită supersimetria. Supersimetria înseamnă că oricărui boson îi corespunde un fermion. Supersimetria este o simetrie, care leagă particulele elementare de un spin de alte particule care au spinul diferit cu 1/2, aceste particule fiind cunoscute drept superparteneri. Pentru fiecare tip de bosoni există un fermion specific) făcând o legătură  între bosoni și fermioni. Din păcate, această supersimetrie (cuplu boson-fermion) nu a fost observată în experimente efectuate în acceleratoare de particule (acceleratoare de particule: acceleratoare liniare, ciclotron, betatron).
- Diferitele universuri din cadrul multiversului sunt uneori numite universuri paralele sau universuri alternative.

Universul nostru este format din 4 dimensiuni: înălțime, lungime, lățime și timp. Restul, până la 11 nu pot fi percepute, 6 fiind înfășurate, iar una le conține pe celelalte 10. Universul nostru se află pe o membrană infinită în lungime, dar foarte îngustă. Se presupune că atingerea dintre membrana ce conține universul nostru și cea a unui univers paralel a dus la Big Bang.

## Singularitate cosmică
Pentru ca "teoria coardelor" să devină "teoria tuturor lucrurilor existente în univers", ea trebuia să explice nașterea universului, adică momentul la care s-a produs Big Bangul. Timp de zece ani fizicienii au cercetat posibilitatea celor două teorii de a se explica una pe alta, de a se completa. Rezultatele însă au fost dezastruoase, iar curând teoriile au fost aproape de autodistrugere reciprocă. Cercetătorii Big Bangului au ajuns prin extrapolare din ce în ce mai aproape de momentul crucial: mai întâi mai aproape cu un miliard de ani, apoi la momentul formării primilor atomi, apoi când universul avea numai câteva sute de mii de ani, și până la urmă la momentul când universul număra doar câteva secunde de existență. Aici fizicienii s-au confruntat cu o dificultate majoră: „Problema fundamentală a cosmologiei este că legile fizicii, așa cum sunt ele cunoscute, sunt anulate în momentul Big Bangului. Unii spun, ce e rău în asta, ce e rău dacă legile fizice se prăbușesc? Totuși, pentru un fizician aceasta este un dezastru. Toată viața ne-am dedicat faptului că universul se supune unor legi cunoscute, legi care pot fi transcrise în limbajul matematicii, dar aici avem miezul universului însuși, o piesă care însă lipsește și care transcende legile fizice.” (cf. Michio Kaku). Momentul Big Bangului mai este cunoscut și sub numele de singularitate cosmică („cosmic singularity”), adică locul unde ecuațiile își pierd sensul.

## Cinci teorii ale coardelor
Până în 1995, oamenii de știință credeau că sunt 5 teorii ale supercoardelor (tipul I, tipul IIA, tipul IIB, și două versiuni ale teoriei heterotice a coardelor). Această perspectivă s-a schimbat când în 1995, Edward Witten a sugerat că cele 5 teorii erau doar cazuri izolate ale unei teorii cu 11 dimensiuni, numită Teoria M. Supoziția lui Witten era bazată pe munca unor numeroși fizicieni, printre care și Ashoke Sen, Chris Hull, Paul Townsend și Michael Duff. Anunțarea lui a dus la o agitație de documentare acum cunoscută drept a doua revoluție a supercoardelor.
Nici teoria coardelor nu a avut o soartă mai bună: din ce în ce mai mulți cercetători lucrau la ea, dar se întâmpla un lucru curios. Fizicienii au găsit o a doua versiune la teoria inițială, apoi a treia și în curând aveau să vorbească chiar despre cinci teorii diferite ale coardelor. A devenit limpede că nu acestea erau mult-căutata "teorie a tuturor lucrurilor", și că nu aveau să dea nici o soluție problemelor nerezolvate. Chiar când comunitatea oamenilor de știință se pregătea să dea uitării teoria coardelor cu tot cu cele cinci versiuni ale ei, a apărut o altă idee: supra-gravitația („super gravity”), noțiune impusă discuțiilor de către Michael Duff, profesor la Universitatea din Michigan, Ohio, SUA.
Multiversul
Termenul a fost inventat în 1895 de către filozoful și psihologul american William James. În anii 1920 fizicienii descoperă particulele elementare și cercetează proprietățile acestora. Electronii însă le rezervă o surpriză: „Când cineva studiază proprietățile atomilor descoperă că realitatea este mai stranie decât și-ar fi închipuit oricine. Particulele au într-adevăr posibilitatea, într-un anumit sens, de a se afla simultan în mai multe locuri.” (cf. Alan Guth, profesor la Institutul de Tehnologie al (statului) Massachusetts) (MIT) din Cambridge, Massachusetts, SUA. Aceasta înseamnă că particulele nu există doar în universul nostru, ci apar și în alte universuri paralele cu al nostru. Alan Guth explică: „În esență, tot ceea ce se poate întâmpla se întâmplă într-una dintre alternative, ceea ce înseamnă că suprapus peste universul cunoscut există un univers alternativ, unde Al Gore este președinte și Elvis Presley este încă în viață.” Alexander Vilenkin a realizat că dacă inflația universului nu se oprește dintr-o dată peste tot, atunci există întotdeauna o regiune a spațiului în care încă se întâmplă, prin urmare Big Bang-ul nu este un eveniment unic. Andrei Linde și Vilenkin au avansat ideea că Big Bang-uri se întâmplă mereu și noi Universuri se nasc încontinuu ducând la o expansiune eternă, la un multivers.
Este o mulțime ipotetică de mai multe universuri posibile (inclusiv universul în care ne aflăm) care împreună cuprind tot ceea ce există și poate exista: totalitatea spațiului, a timpului, materiei și a energiei, precum și constantele fizice și legile care-l descriu. Mulți cercetători cred că multiversul este doar o pistă falsă pentru fizică. Criticii multiversului susțin că acesta este pur și simplu mult prea convenabil pentru a explica lucrurile pe care nu le înțelegem- Teoria Big Bang-ului nu ne spune nimic despre ce anume a determinat extinderea rapidă a universului sau ce s-a întâmplat înainte de explozie. Răspunsurile la aceste întrebări le-ar putea da teoria multiversului. Diverse universuri dintr-un multivers sunt numite uneori universuri paralele.
Posibile dovezi ale existenței multiversului:
- valoarea ciudat de mică a energiei întunecate din universul nostru, alte valori existând în alte universuri
- în teoria coardelor există 10500 moduri în care extradimensiunile se aglomerează, fiecare posibilitate fiind caracteristică unui univers. Nu se știe încă modul în care se aglomerează dimensiunile suplimentare pentru universul nostru.
- pe baza unor modele circulare găsite în forma radiațiilor cosmice de fond unii cercetători au tras concluzia că universul nostru s-a ciocnit cu alte universuri în extindere de minim patru ori

## Universuri multiple
Cea mai recentă noțiune introdusă de cercetători este cea a universului multiplu - în engleză: „multiverse” ("multivers"). Acesta „ar putea conține un număr infinit de universuri, fiecare cu legi diferite ale fizicii. Probabil că în fiecare moment au loc Big Banguri. Universul nostru coexistă cu alte membrane, alte universuri care sunt de asemenea în expansiune. S-ar putea ca universul nostru să nu fie decât un balon plutind într-un ocean de alte baloane.” (cf. Michio Kaku).
Fizicienii mai fac încă un pas înainte și își propun să creeze un univers nou în laborator. Alan Guth presupune că momentul în care vom crea universuri în pivnița casei nu este chiar atât de departe și de neconceput, iar procesul nu ar pune în pericol propriul univers în care trăim.

## Unificarea teoriilor supercoardelor
În anii 1970 mulți fizicieni au devenit interesați de teoriile supra-gravitației, care aduc la un loc teoria generală a relativității cu supersimetria. În timp ce teoria generală a relativității este valabilă în orice număr de dimensiuni, supra-gravitația aduce o nouă limită de dimensiuni. În 1978 Werner Nahm a demonstrat că numărul maxim de dimensiuni spațiu-timp necesare pentru a formula o teorie supersimetrică este de 11. În același an, Eugene Cremmer, Bernard Julia și Joel Scherk de la École Normale Supérieure au demonstrat că supra-gravitația nu numai că permite până la 11 dimensiuni, dar e cea mai elegantă în acest număr de dimensiuni.

## Istoria

Obiectele fundamentale ale teoriei coardelor sunt coardele deschise și cele închise.

În teoria câmpului cuantic, principalul obstacol este apariția infinităților netratabile în interacțiunile particulelor datorită posibilității unor distanțe arbitrare între particulele punctuale. Coardele, ca obiecte extinse, oferă un cadru mai bun, care permite calcule finite. Teoria coardelor face parte dintr-un program de cercetare în care particulele punctuale din fizica particulelor sunt înlocuite de obiecte unidimensionale numite coarde. Ea descrie modul în care aceste coarde se propagă prin spațiu și interacționează una cu cealaltă. La scale de dimensiuni mai mari, o coardă arată ca o particulă obișnuită, cu masa, sarcina și alte proprietăți determinate de starea vibrațională a coardei. Una din stările vibraționale ale coardelor corespunde gravitonului, particula ipotetică din mecanica cuantică pentru forța gravitațională. Teoria coardelor se manifestă de obicei în cazul energiilor foarte mari, precum în fizica găurilor negre, cosmologia universului timpuriu, fizica nucleară și fizica materiei condensate. Teoria coardelor încearcă să unifice gravitația și fizica particulelor, iar versiunile ei ulterioare încearcă să modifice toate forțele fundamentale din fizică.
Scopul teoria coardelor a fost înlocuirea particulelor elementare cu coarde unidimensionale pentru a a se putea face unificarea fizicii cuantice și a gravității.
Programul de cercetare al teoriei coardelor se bazează pe o presupunere din 1930, conform căreia relativitatea generală seamănă cu teoria unui câmp de spin-doi fără masă, în spațiul plat minkowskian. Cuantificarea unei astfel de teroii s-a dovedit a nu fi renormalizabilă perturbativ, implicând infinități care nu pot fi eliminate. Această teorie timpurie a fost abandonată până pe la mijlocul anilor 1970, când s-a dezvoltat că o teorie a coardelor unidimensionale.
De remarcat că teoria coardelor a fost inițial dezvoltată, la sfârșitul anilor 1960 și începutul anilor 1970, în fizica particulelor – teoria coardelor bosonice, care s-a ocupat doar de bosoni. După un succes temporar ca o teorie a hadronilor, cromodinamica cuantică a fost recunoscută drept teoria corectă a hadronilor. În 1974 Tamiaki Yoneya a descoperit că teoria prevede o particulă masivă de spin 2, considerată a fi un graviton. John Schwarz și Joel Scherk au reintrodus teoria lui Kaluza-Klein pentru dimensiunile suplimentare, a recuperat programul de bootstrap abandonat, și astfel a început programul de cercetare a teoriei coardelor în gravitația cuantică. Un exemplu tipic de revigorare a unui program de cercetare în sensul lui Lakatos (programul de bootstrap) și schimbare a direcției de cercetare a altui program (teoria coardelor) a cărui euristică, prin adăugarea unei teorii suplimentare (Kaluza-Klein), s-a dovedit mult mai utilă în altă direcție decât cea prevăzută inițial. Ulterior s-a dezvoltat în teoria supercoardelor, pe baza supersimetriei între bosoni și fermioni, apărând apoi și alte versiuni ale teoriei. La mijlocul anilor 1990 oamenii de știință s-au concentrat pe dezvoltarea unui program de cercetare unificator, o teorie în unsprezece dimensiuni sub numele de teoria M.